# Dyschoriste
Dyschoriste là chi thực vật có hoa trong họ Acanthaceae.